# Barbara Egger-Jenzer
Pour les articles homonymes, voir Jenzer.
Barbara Egger-Jenzer, née le 22 septembre 1956 à Steffisburg, est une personnalité politique suisse, membre du Parti socialiste.

## Biographie
Après avoir suivi ses études de droit à l'université de Berne, elle passe son brevet d'avocat en 1987 tout en travaillant comme institutrice. Elle ouvre ensuite sa propre étude d'avocat en ville de Berne.
De 1994 à 2002, elle est élue au Grand Conseil du canton de Berne et préside cette assemblée pendant l'année 2001-2002. Le 14 avril 2002, elle est élue au Conseil exécutif bernois où elle prend la direction du Département des travaux publics, des transports et de l'énergie.

## Sources
- « Barbara Egger-Jenzer - Directrice des travaux publics, des transports et de l'énergie », sur be.ch (consulté le 29 mars 2010)
- Site personnel Consulté le 29 mars 2010

- (de) Cet article est partiellement ou en totalité issu de l’article de Wikipédia en allemand intitulé « Barbara Egger-Jenzer » (voir la liste des auteurs).